# قدیر
قدیر فیلمی به کارگردانی رضا علامه زاده و نویسندگی ابراهیم مکی محصول سال ۱۳۵۱ است.

## خلاصه
قدیر (تقی مختار)، به اتهام قتل اکبر، (آرمان) پس از ده سال از زندان آزاد می‌شود...

## بازیگران
- تقی مختار
- مرجان
- آرمان
- حسن شاهین
- کامران باختر
- هنگامه
- رضا رخشانی
- مهری ودادیان
- محسن مهدوی